# 파트리아르칼레 궁전

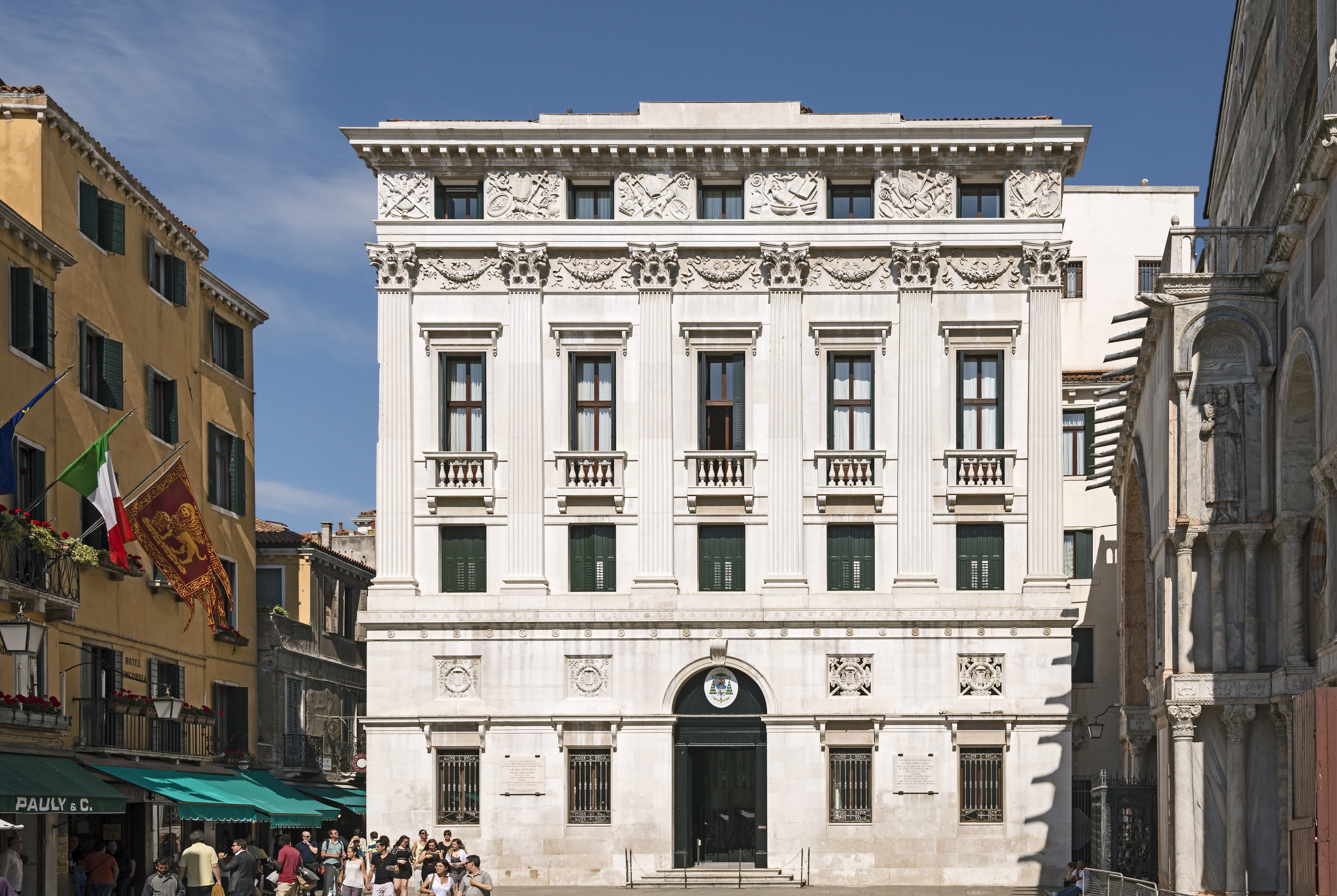
파트리아르칼레 궁전

파트리아르칼레 궁전(이탈리아어: Palazzo Patriarcale 팔라초 파트리아르칼레[*])은 이탈리아 북동부 베네치아에 있는 궁전이다. 베네치아의 총대주교좌 건물로 사용되고 있다.